# ISport International
iSport International ist ein britisches Motorsportteam, das von 2005 bis 2012 sowie 2014 in der GP2-Serie fuhr. Das Team wurde 2005 u. a. von Paul Jackson gegründet. iSport International hat jeweils einmal den Fahrer- und den Teamtitel der GP2-Serie gewonnen. 2014 betreut iSport die Einsätze des Projekts Russian Time.

## iSport in der GP2-Serie

### 2005
Die Debütsaison der GP2-Serie im Jahr 2005 startete für iSport erfolgreich, da das Team die schnellste Zeit im Kampf um die Startnummern erzielte und somit in der Saison mit den Nummern 1 und 2 starten durfte. Allerdings blieb dieser Erfolg für 2005 der einzige, da die Fahrer Scott Speed und Can Artam kein Rennen gewinnen konnten. In der Teamwertung erreichte das iSport International Team den vierten Platz.

### 2006
Für die Saison 2006 verpflichtete iSport die Fahrer Ernesto Viso und Tristan Gommendy. Bereits im zweiten Sprintrennen sorgte Viso für den ersten Sieg von iSport International. In der Mitte der Saison wurde Gommendy durch den von BCN Competición kommenden Timo Glock ersetzt. Insgesamt gewann iSport 2006 vier Rennen. Zwei durch Viso und zwei durch Glock. Schließlich erreichte iSport den dritten Platz in der Teamwertung.

### 2007
Die GP2-Serie 2007 ist die bis jetzt erfolgreichste Saison von iSport. Timo Glock blieb beim Team und das zweite Cockpit erhielt der für die VAE startende Österreicher Andreas Zuber. Glock setzte sich schließlich gegen Lucas di Grassi durch und gewann die GP2-Serie im letzten Rennen in Valencia. iSport gewann 2007 sechs Rennen. Fünfmal gewann Glock, einmal Zuber. Außerdem gewann iSport International 2007 zum ersten Mal die Teamwertung der GP2. Aufsehen erregten die beiden iSport Piloten in Magny-Cours, als sie aus der ersten Reihe startend noch vor der ersten Kurve kollidiert sind.

### 2008
Für die GP2-Serie 2008 verpflichtete iSport Karun Chandhok und Bruno Senna, den Neffen des dreimaligen Weltmeisters Ayrton Senna. In der erstmals ausgetragenen GP2-Asia-Serie gewann iSport kein Rennen. Bruno Senna wurde als bester iSport Pilot schließlich fünfter, Chandhok wurde 13. Das Team erreichte in der Teamwertung den fünften Platz.
In der europäischen Serie konnte das Team drei Rennen gewinnen. Senna entschied das Hauptrennen in Monaco und das Sprintrennen in Silverstone für sich. Chandhok gewann das Sprintrennen auf dem Hockenheimring. Bruno Senna holte sich den Vizemeistertitel der GP2-Serie hinter Giorgio Pantano. Sein Teamkollege Chandhok belegte den zehnten Platz. In der Teamwertung gewann iSport den Vizetitel.

### 2009
Auch in der zweiten Saison der GP2-Asia-Serie ging iSport an den Start. Als Piloten wurden Giedo van der Garde und Hamad Al Fardan verpflichtet.

## Ehemalige iSport-Fahrer in der Formel 1
Scott Speed fuhr nach seinem Engagement bei iSport 2006 und 2007 für die Scuderia Toro Rosso. Im Laufe der Saison 2007 wurde er durch Sebastian Vettel ersetzt.
Timo Glock empfahl sich durch den Gewinn der GP2-Serie für die Formel 1 und wurde vom Toyota Team für die Saison 2008 verpflichtet.